# Stazione di Villaspeciosa-Uta
Stazione di Villaspeciosa-Uta vasútállomás Olaszországban, Szardínia régióban, Villaspeciosa településen.

## Vasútvonalak
Az állomást az alábbi vasútvonalak érintik:
- Decimomannu-Iglesias-vasútvonal

## Kapcsolódó állomások
A vasútállomáshoz az alábbi állomások vannak a legközelebb: 
- Stazione di Decimomannu
- Stazione di Siliqua